# Villasante (Saviñao)
Villasante (llamada oficialmente San Salvador de Vilasante) es una parroquia y una aldea española del municipio de Saviñao, en la provincia de Lugo, Galicia.

## Límites
Limita con las parroquias de Seteventos al norte y este, Tribás y Licín al sur, y Marrube al oeste.

## Organización territorial
La parroquia está formada por siete entidades de población:
- A Iglesia (A Igrexa)
- Casadela
- Escairón
- Mosteiro
- O Souto
- Pacios
- Vilasante

## Demografía

### Parroquia
| Gráfica de evolución demográfica de Villasante (parroquia) entre 2000 y 2021 |
|                                                                              |
| Datos según el nomenclátor publicado por el INE.                             |

### Aldea
| Gráfica de evolución demográfica de Vilasante (aldea) entre 2000 y 2021 |
|                                                                         |
| Datos según el nomenclátor publicado por el INE.                        |